# Adesmus dignus
Adesmus dignus là một loài bọ cánh cứng trong họ Cerambycidae.